# Still caravan
2007年千葉にて結成。当初はトラックメイカーと2MCによる編成であったが、音楽性の広がりと共に新メンバーが加入し、
現在はトラックメイカー、ベーシスト、ピアニスト、ギタリスト、ドラマーから成る生バンドを軸としたプロデュース集団として活動。
2014年にリリースされた「IN YA MELLOW TONE 10」、IYMTベスト盤LPへ参加から活動を加速させ、2015年9月に1stアルバム「Departures」をリリース。
リード曲「Mend Your Broken Heart feat. Sam Ock & Ai Ninomiya」は、全国7局のFM局でパワープレーを獲得するなど、話題を集めた。
2017年1月18日には、待望の2ndアルバム「EPIC」をリリース。
2017年4/21、ドラマーのShunsuke Suzukiが脱退し、新メンバーとしてHironori Momoiが加入。